# Fichtelberg (Erzgebirge)
Der Fichtelberg bei Oberwiesenthal im Erzgebirgskreis im Naturraum Mittelerzgebirge ist mit 1214,88 m ü. NHN 1 der höchste Berg in Sachsen. So war der Fichtelberg auch der höchste Berg der DDR. Gemeinsam mit dem nahe gelegenen Klínovec (Keilberg; 1243,7 m n.m.) auf tschechischer Seite bildet er das bedeutendste Wintersportzentrum des Erzgebirges.

## Geographie

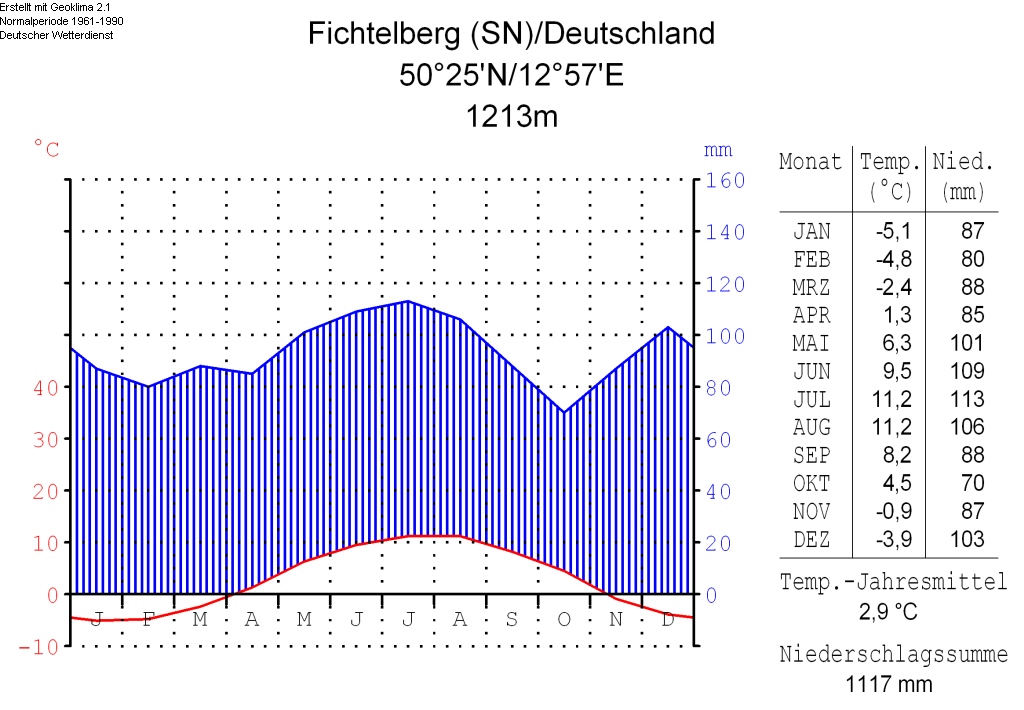
Klimadiagramm für den Fichtelberg

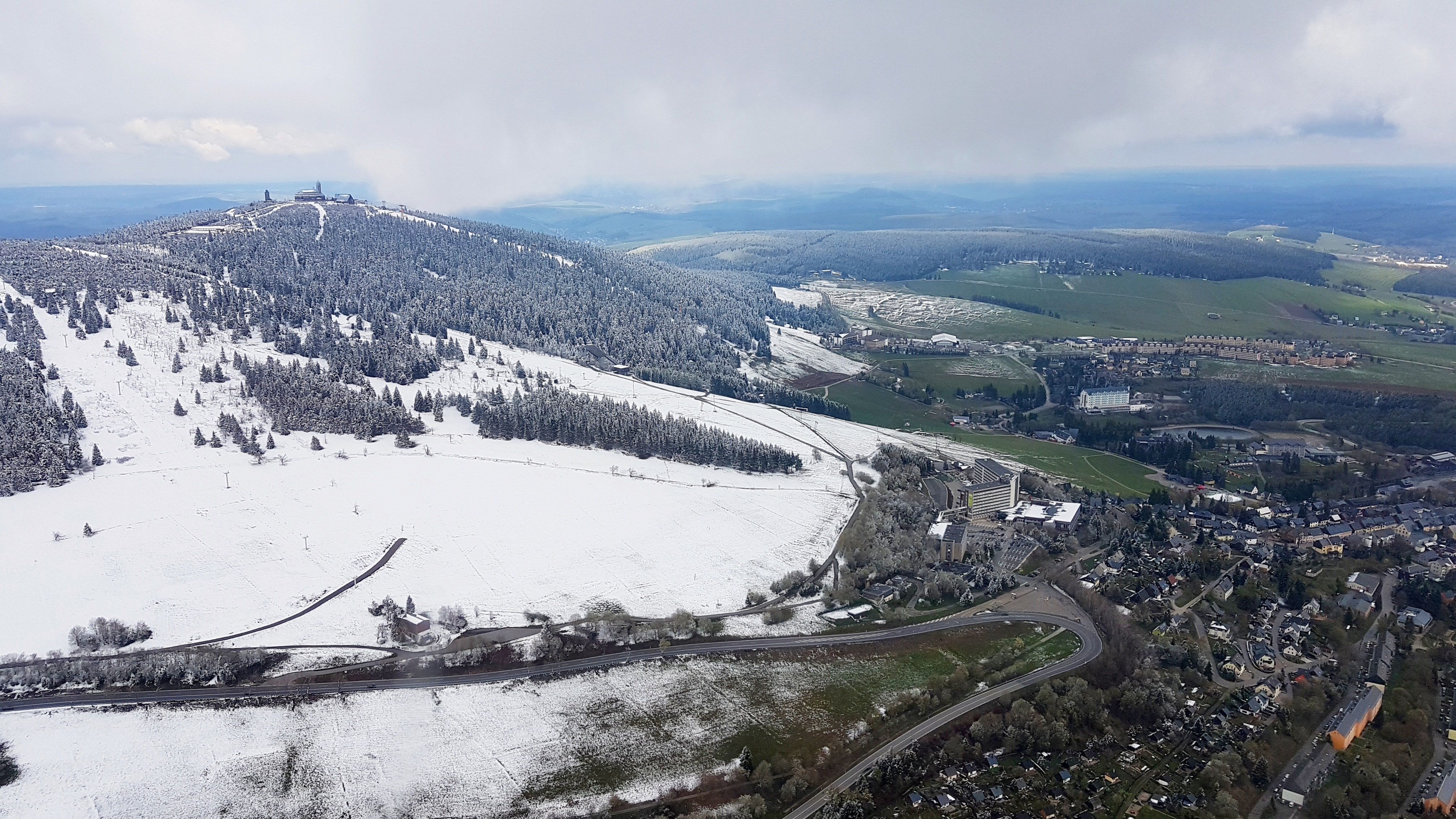
Schneebedeckter Fichtelberg neben schneefreiem Oberwiesenthal

### Lage und Umgebung
Der Fichtelberg erhebt sich innerhalb des Mittleren Erzgebirges im Naturpark Erzgebirge/Vogtland rund 1,5 km nördlich der Staatsgrenze. Am südöstlichen Bergfuß liegt mit dem Kurort Oberwiesenthal im Pöhlbachtal die höchstgelegene Stadt Deutschlands. Etwa 750 m südsüdwestlich befindet sich als wenig markanter Nebengipfel des Fichtelbergs der Kleine Fichtelberg (auch Hinterer Fichtelberg genannt; 1205,6 m). Zirka 4 km südsüdöstlich erhebt sich mit dem tschechischen Klínovec (Keilberg; 1244 m) die höchste Erhebung des Erzgebirges. In den nassen Quellmulden und Hochmooren am Fichtelberg haben zahlreiche Bäche ihren Ursprung. Der bedeutendste dort entspringende Fluss ist die Zschopau.

### Geologie
Der Fichtelberg besteht im Wesentlichen aus stark verformten, hellen kristallinen metamorphen Gesteinen, insbesondere aus Glimmerschiefer und einem daraus hervorgegangenen Muskovitgneis sowie granathaltige Phyllite. In der Hauptsache sind die dabei gesteinsbildenden Minerale Quarz und Muskovit, Orthoklas und Biotit enthalten. Als akzessorische Beimengungen kommen Rutil, Granat, Turmalin, Hämatit und Ilmenit vor.

### Gipfelbebauung
Auf dem Gipfel des Fichtelbergs stehen das Fichtelberghaus mit Aussichtsturm, eine Wetterwarte und eine markante Station der Königlich-Sächsischen Triangulation von 1864, mit der Vermessungen von regionaler und überregionaler Bedeutung durchgeführt wurden. Über die Ostflanke des Bergs führt die Fichtelberg-Schwebebahn von Oberwiesenthal bis auf das Gipfelplateau.

## Flora und Fauna

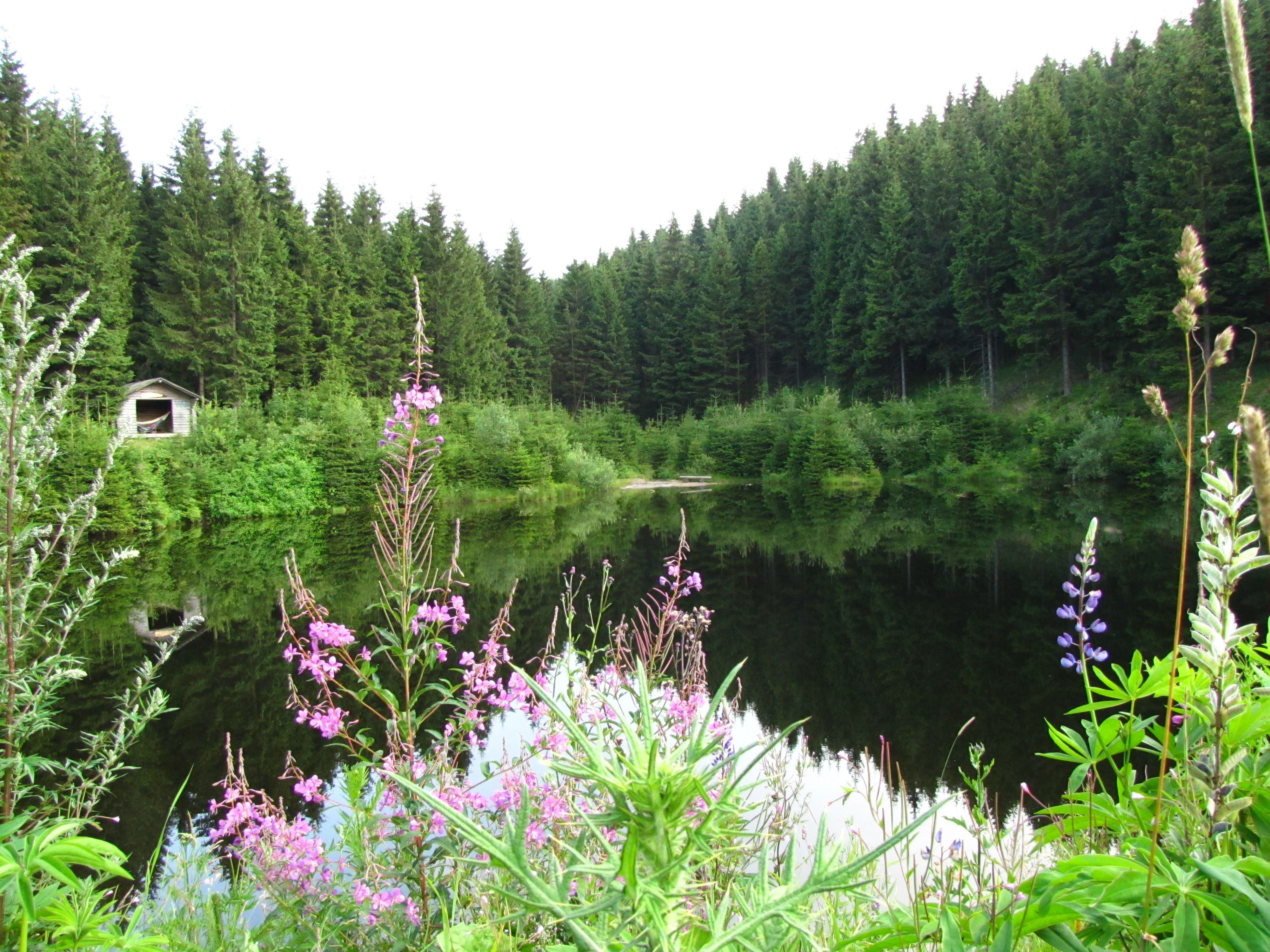
Flößerteich an der Vierenstraße am Fuß des Fichtelbergs

### Waldgeschichte
Die das Fichtelberggebiet umgebenden ausgedehnten Fichtenwälder unterlagen seit der Erstbesiedlung des Gebiets einer ständigen Nutzung und damit Veränderung. Die ursprüngliche Bestockung auch in den Hoch- und Kammlagen war eine grundlegend andere. Pollenanalysen aus dem Gottesgaber Hochmoor lieferten zur Entwicklung aufschlussreiche Ergebnisse. Die Hauptbaumarten des Herzynischen Bergmischwalds, Weißtanne (Abies alba), Rotbuche (Fagus sylvatica) und Fichte (Picea abies), waren bis in die Kammlagen zu ungefähr gleichen Teilen von etwa 30 Prozent vertreten. In alten Kirchenchroniken und Waldtaxierungen finden sich Beschreibungen des ursprünglichen Waldzustands: Der Fichtelberg wies einen Mischwald aus oben genannten Baumarten auf. Die inzwischen dominante Fichte ist vor allem eine Folge menschlichen Einflusses. Unsachgemäße Bewirtschaftung wie Kahlschläge und hohe Wildbestände verdrängten Tannen und Buchen immer weiter aus den Wäldern und begünstigten einseitig die Fichte. Mit Beginn der staatlichen Forstwirtschaft in Sachsen Anfang des 19. Jahrhunderts änderte sich die Baumartenzusammensetzung drastisch. Die auf höchsten Reinertrag orientierte Bewirtschaftung hatte den Fichtenreinbestand im Kahlschlagsbetrieb als Ideal. Schrittweise werden wieder andere Baumarten gepflanzt.

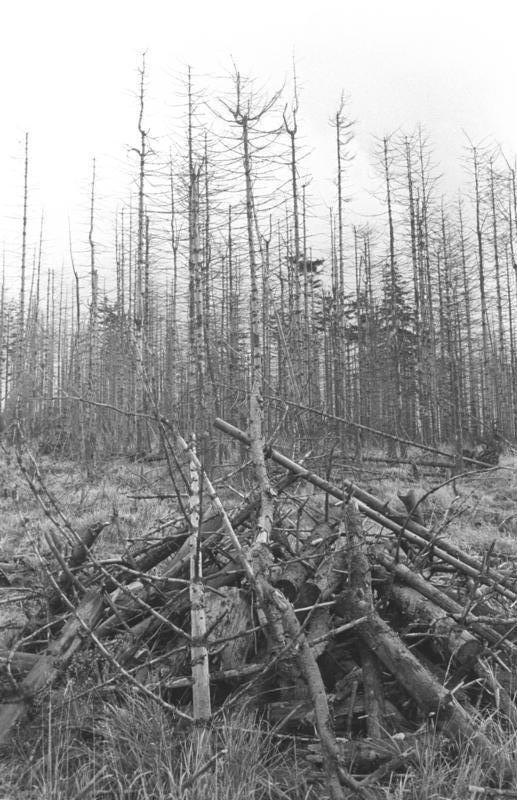
Abgestorbene Bäume am Südhang des Fichtelbergs 1989

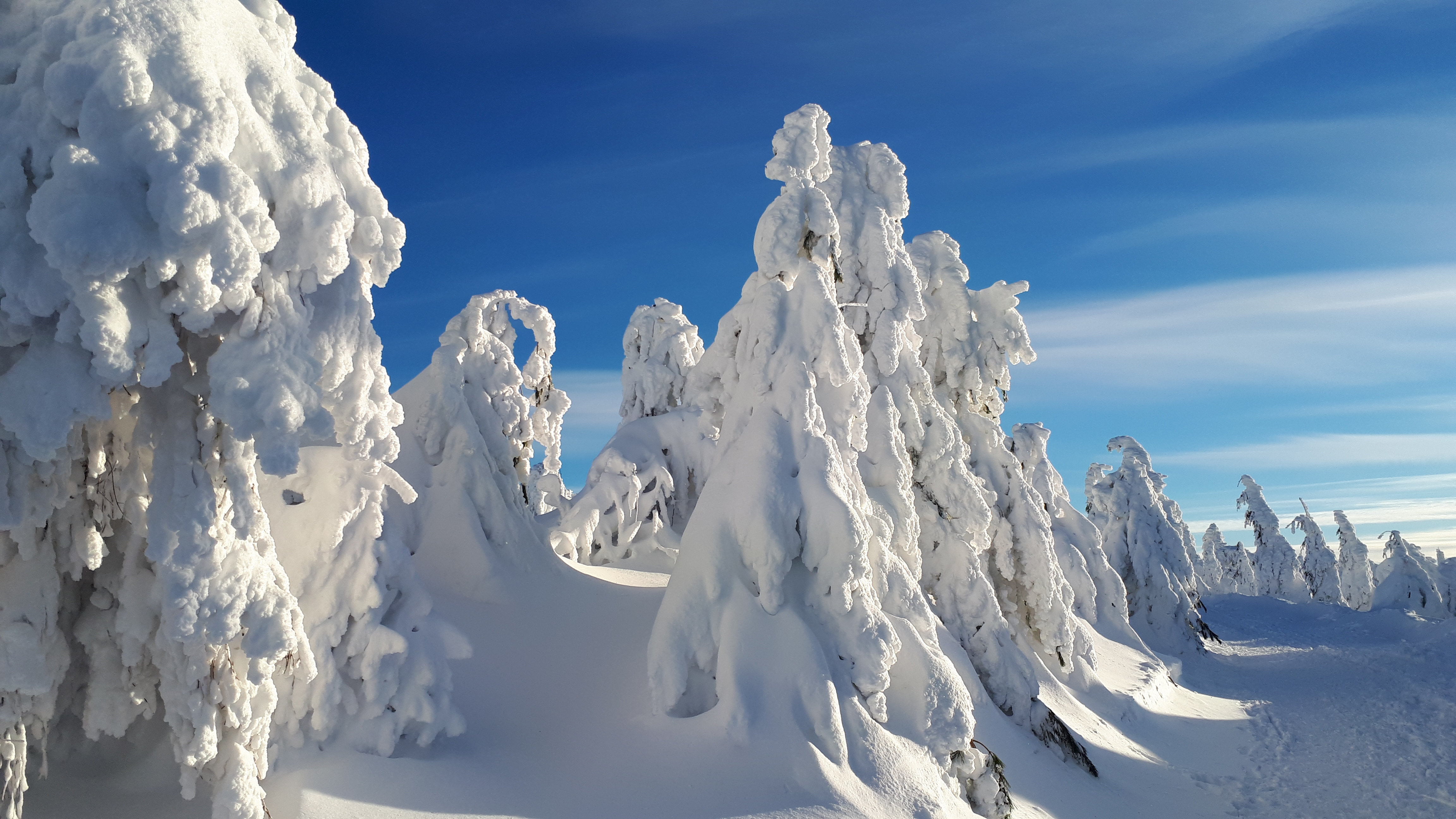
Wieder von weißem Schnee bedeckte Jungbäume auf dem Fichtelberg 2019

Besonders in den 1970er und 1980er Jahren litt das gesamte Erzgebirge, vor allem Fichtel- und Keilberg, unter Schadstoffeinträgen aus der Luft, so dass es zu dem umgangssprachlich „Waldsterben“ genannten Phänomen kam, fachsprachlich „Neuartige Waldschäden“ genannt. Eine wichtige Rolle spielten dabei Schadstoffimmissionen aus Braunkohlekraftwerken und Chemiebetrieben der DDR, der ČSSR und Polens. Die meisten Fichten, die heute auf dem Fichtelberg und in seinem Umfeld wachsen, sind dort seit den 1970er Jahren gepflanzt worden, so dass Besucher einen jungen Wald zu sehen bekommen. Viele leistungsstarke Kraftwerke Tschechiens, die in Sichtweite des Fichtelbergs im Nordböhmischen Becken liegen, werden nach wie vor mit Braunkohle betrieben. Durch Einbau wirksamer Filteranlagen in den 1990er Jahren ist zwar die SO2- und NOx-Emission tschechischer Kohlekraftwerke im Vergleich zur Zeit vor 1990 drastisch reduziert. So wurden im Schwarzen Dreieck rund um das Dreiländereck Deutschland–Tschechien–Polen zwischen 1990 und 1998 die SO2-Emissionen aus Braunkohlekraftwerken um 85 % und die NOx-Belastungen um 50 % verringert. Die nordböhmischen Braunkohlekraftwerke Počerady und Tušimice galten aber wegen ihrer hohen CO2-Emissionen noch 2019 als die beiden größten Luftverschmutzer Tschechiens.
Wegen der starken anhaltenden Übersäuerung der Böden werden diese immer noch im gesamten Erzgebirge regelmäßig gekalkt.
Von einem „Neuen Waldsterben“ (nach einer Phase der Walderholung) wurde erstmals 2007 gesprochen. Das Max-Planck-Institut für Biogeochemie in Jena stellte 2014 fest, dass die Auswirkungen der Schadstoffimmissionen der Zeit bis 1990 auf den Wasserhaushalt in Sachsen erheblich gravierender gewesen seien als die Auswirkungen des bis 2009 beobachteten Klimawandels. Die seit 1990 nachgewachsenen Bäume in den Kammlagen der sächsischen Mittelgebirge hätten ab 1990 relativ schnell die hydrologischen Funktionen des Waldes wiederhergestellt. 2019 hingegen warnte der Bund für Umwelt und Naturschutz Deutschland (BUND) vor einem umfassenden „Waldsterben 2.0“. Wetterextreme, saure Böden, Schadstoffe aus der Luft und Einträge aus der Landwirtschaft schwächten in Deutschland, Österreich, Polen, Tschechien, der Slowakei und der Schweiz flächendeckend die Bäume. Davon profitierten Insekten wie der Borkenkäfer, aber auch Pilze, Viren und Bakterien breiteten sich leichter in den geschwächten Beständen aus. Cornelius Senf von der Humboldt-Universität Berlin stellte fest: „Die vom Baumsterben betroffene Waldfläche hat sich seit 1984 verdoppelt“.
Für die Fichtelbergregion ist von besonderer Bedeutung, dass sich Tschechien schwerer als Deutschland damit tut, langfristig aus der Braunkohle als Energieträger vollständig auszusteigen.

### Botanische Besonderheiten
Die exponierte Lage des Fichtelbergs nahe der natürlichen Waldgrenze bietet vielen seltenen montanen Pflanzen guten Lebensraum. Bemerkenswert ist das Vorkommen zahlreicher Arten, die in den Alpen oder den Tundren Nordeuropas vorkommen, darunter Weißzüngel, Echte Mondraute, Hohlzüngel, Alpen-Flachbärlapp und Alpen-Brandlattich.

### Schutzgebiete
Auf dem Fichtelberg befinden sich das 1962 gegründete und 5,48 km² große Landschaftsschutzgebiet Fichtelberg (WDPA-Nr. 320795) und das 2007 gegründete, 209 ha große und sechsteilige Naturschutzgebiet Fichtelberg (WDPA-Nr. 389590). Zu letzterem wurden das 1961 gegründete, 18,67 ha große auf dem Südhang gelegene Naturschutzgebiet Fichtelberg mit Schönjungferngrund, das direkt südwestlich davon 1997 festgelegte, 73,15 ha große Naturschutzgebiet Fichtelberg-Südhang  und das 1967 gegründete, 5,25 ha große und westlich am Kleinen Fichtelberg gelegene Naturschutzgebiet Rohr- oder Schilfwiese vereinigt und erweitert. Diese Gebiete überschneiden sich mit dem Fauna-Flora-Habitat-Gebiet Fichtelbergwiesen (FFH-Nr. 5543-304).

## Geschichte

### Name
Der Berg erhielt seinen Namen nach einem damals vorhandenen natürlichen Fichtenwaldbestand (siehe Absatz Waldgeschichte). Georgius Agricola benutzte im 16. Jahrhundert die latinisierte Form Pinifer (Fichtelberg).

### Fichtelberghaus
Ein erster wenngleich unbelegter Hinweis auf ein Gebäude auf dem Gipfel des Fichtelberges findet sich im 1699 erschienenen Historischen Schauplatz von Christian Lehmann, wo es heißt:

„Man erzehlet zwar / daß vor hundert Jahren ein Lust- und Jagthaus / von den Schönburgischen Herren erbauet / darauf soll gestanden seyn / aber nunmehro ist nichts mehr darauf zu finden / weil es mag wenig Ergötzlichkeit gegeben haben / auch ein Büchsenschuß und Donnerschlag darauf schlechten Knall giebet / sondern von der Lufft gleichsam verschlungen wird.“

Das erste nachweisbare, von Oskar Puschmann projektierte, Fichtelberghaus wurde in den Jahren 1888/89 auf dem Plateau des Fichtelbergs erbaut. Es wurde am 21. Juli 1889 eröffnet und 1899 durch einen Anbau erweitert. 1910 wurde das Haus wegen des Andrangs auf dem höchsten Berg Sachsens nochmals vergrößert. Mit dem Bau der Fichtelberg-Schwebebahn im Jahr 1924 stiegen die Besucherzahlen weiter an.
Am Abend des 25. Februar 1963 brach im Fichtelberghaus ein Brand aus. 180 Feuerwehrleute aus dem gesamten Landkreis Annaberg wurden alarmiert und waren an der Brandbekämpfung beteiligt. Wegen starker Schneeverwehungen auf der Zufahrtsstraße mussten sämtliche Löschmittel mit der Schwebebahn auf den Berg gebracht werden. Wegen des Wassermangels und einer bei −15 °C eingefrorenen Schlauchleitung, die von Oberwiesenthal auf den Berg gelegt worden war, gelang es nicht, den Brand zu löschen. Das Gebäude brannte bis auf die Grundmauern nieder.
Am 22. Juni 1965 wurde der Grundstein für ein neues Gebäude gelegt. Bis zur Eröffnung am 28. Juli 1967 entstand ein Neubau mit einer nüchternen, DDR-typischen Betonarchitektur und einem integrierten, schmucklosen und 42 m hohen Aussichtsturm. Für den Bau auf ihrem höchsten Berg stellte die DDR 12 Millionen Mark zur Verfügung. Im Erdgeschoss befand sich ein großes Selbstbedienungs-Restaurant, im Obergeschoss waren eine Grillbar, ein Konzertcafé und ein Konferenzsalon untergebracht; in diesen Einrichtungen fanden insgesamt 600 Gäste Platz. An der Innengestaltung wirkten namhafte Künstler mit, so gestaltete Hans Brockhage die Holzwände im Vestibül und den Raumteiler in der Selbstbedienung. Carl-Heinz Westenburger schuf ein Wandbild für die Stirnwand des Salons, auf dem er das Sportleben auf dem Fichtelberg darstellte. Ende der 1990er Jahre wurde das Fichtelberghaus in Anlehnung an das alte Gebäude umgebaut und am 18. Juli 1999 wiedereröffnet. Der neu errichtete Aussichtsturm ist nur noch 31 m hoch.
Am Fichtelberghaus befindet sich eine Sendeantenne zur Verbreitung des Radioprogramms von Radio Erzgebirge R.SA auf der UKW-Frequenz 107,7 MHz mit einer Leistung von 2 kW.

### Wetterwarte
Ab 1890 beobachtete der Wirt des Fichtelberghauses regelmäßig das Wetter. Mit Zunahme des Tourismus fehlte ihm aber die Zeit dafür, so dass die Aufzeichnungen ab 1898 lückenhaft waren und 1910 eingestellt wurden. Auf Initiative von Paul Schreiber, dem Leiter der Königlich Sächsische Landeswetterwarte, erfolgte der Bau einer dauerhaften Wetterwarte, die am 30. Dezember 1915 übergeben wurde und am 1. Januar 1916 mit den Wetteraufzeichnungen begann. Bemerkenswert ist, dass die Wetteraufzeichnungen auch während des Zweiten Weltkrieges ununterbrochen erfolgten. Nach 1950 wurde die Wetterwarte unter Leitung von Horst Gäbler zum Bergobservatorium ausgebaut. Im Jahr 1991 wurde sie in den Deutschen Wetterdienst eingegliedert.

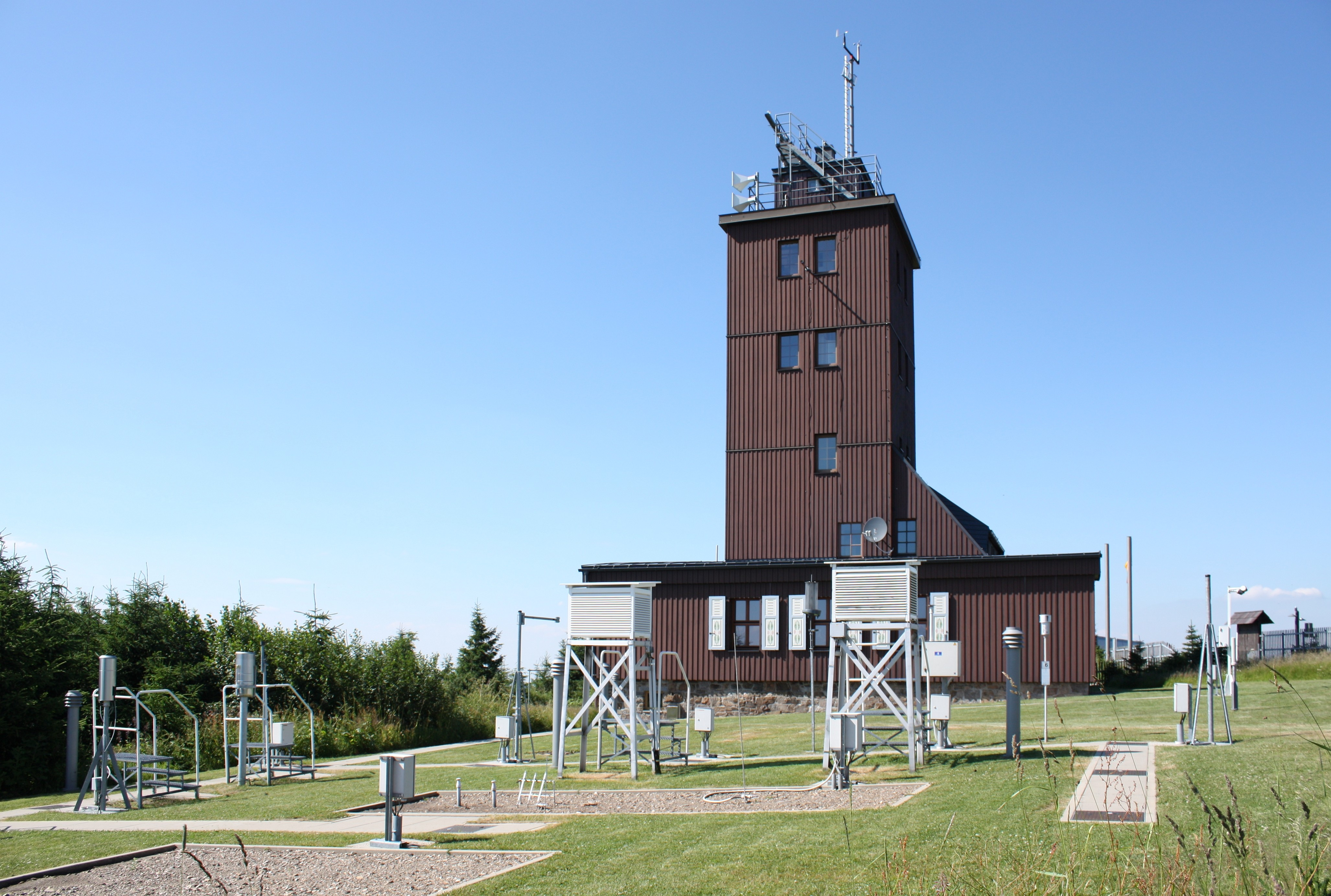
Wetterwarte mit Messinstrumenten

Schon seit 1916 wurden fast alle meteorologischen Größen erfasst und klimatologisch ist der Standort repräsentativ für die Hochlagen des Erzgebirges. Der Deutsche Wetterdienst richtete beginnend ab 2009 auf Dauer ein deutschlandweites Netz von zwölf Klimareferenzstationen ein, die auch in den kommenden 100 Jahren mit einheitlicher Messtechnik und gut ausgebildeten Wetterbeobachtern die Klimaveränderungen erfassen sollen. Mit ihrer langen Zeitreihe erfüllte die Wetterwarte auf dem Fichtelberg ein entscheidendes Kriterium für den Status einer solchen Station. Da die Station allerdings ab 2019 vollautomatisch arbeiten soll, wurde der Status der Klimareferenzstation 2014 wieder aberkannt. Bis dahin nehmen sechs Mitarbeiter in Diensten des Deutschen Wetterdienstes die Aufzeichnungen vor.
Von Beginn der Aufzeichnungen an wurden bis 2015 folgende Wetterextreme aufgezeichnet:
- stärkster Sturm (Böenspitze): 216 km/h (3. Januar 1976)
- kälteste Temperatur: −30,4 °C (9. Februar 1956)
- wärmste Temperatur: 30,8 °C (27. Juli 1983)
- meiste Sommertage: 13 Tage während der Hitzewellen in Europa 2015
- längste Sonnenscheindauer: 1970,4 Stunden (2003)
- meiste Nebeltage: 315 (1951)
- höchste Schneehöhe: 3,35 m (24. + 29. März 1944)
- früheste Schneedecke: 4. September 2007
- späteste Schneedecke: 17. Juni 1928

### Fichtelberg-Schwebebahn

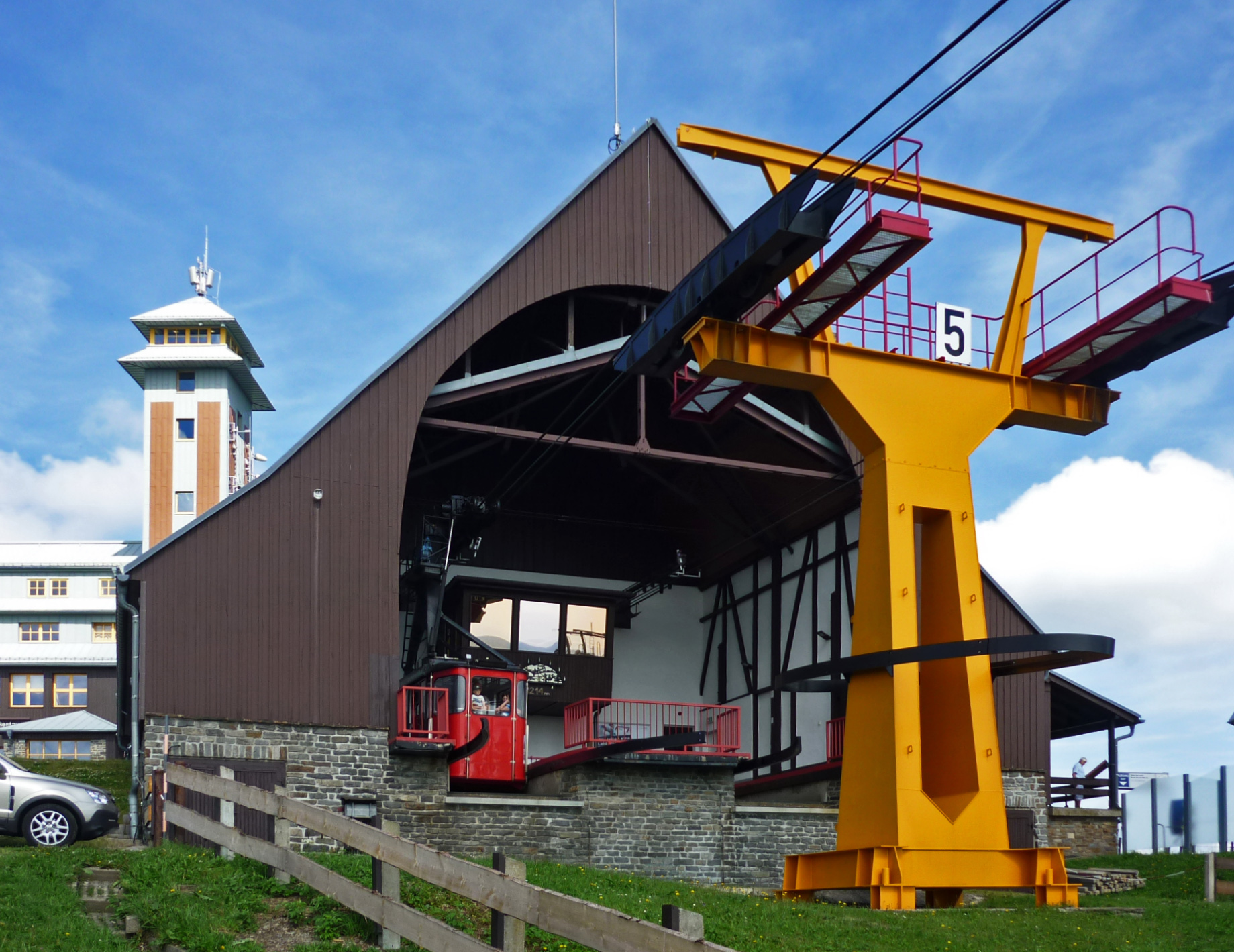
Bergstation der Fichtelberg-Schwebebahn

Die Fichtelberg-Schwebebahn ist die älteste Luftseilbahn Deutschlands und ging im Dezember 1924 in Betrieb. Sie führt von der Talstation (905,5 m) zur auf dem Gipfelplateau gelegenen Bergstation (1208,9 m). Die Fahrtzeit beträgt dreieinhalb Minuten.
Anfang Juli 2010 beschloss der Oberwiesenthaler Stadtrat, die Bahn komplett neu zu errichten. Der Neubau wurde wegen fehlender staatlicher Fördermittel schließlich verworfen, und die Anlagen wurden zwischen April 2012 und dem Beginn der Skisaison 2012/2013 für 1,2 Millionen Euro generalsaniert. Die Kabinen wurden 2020/2021 ebenfalls saniert.

### Fichtelbergbahn
Am Südostfuß des Berges endet die Fichtelbergbahn, eine von Cranzahl nach Oberwiesenthal führende sächsische Schmalspurbahn, die 1897 eröffnet wurde und deren Gleise 17,349 km lang sind.

### Fichtelbergbaude
Die Fichtelbergbaude, ein als Pensionsbetrieb genutztes Gebäude an der auf den Fichtelberg führenden Straße, ist am 21. November 2009, vermutlich durch Brandstiftung, abgebrannt.

### Eislastmeßstation
Auf dem Kleinen Fichtelberg befindet sich bei 50°25'20"N 12°56'56"O eine Teststation zur Untersuchung der Auswirkung von Eislast auf Freileitungen. Sie besteht aus einem 24 Meter hohen Stahlfachwerkturm mit zwei Querträgern in 6 und 12 Metern Höhe und zwei Masten in 50 Meter Entfernung von diesem. Zwischen dem Stahlfachwerkturm und diesen Masten sind je zwei Seile gespannt.

## Friedensglocke

Friedensglocke, vom Turm aus gesehen

2009 schlug Gerd Schlesinger, Türmer der Stadt Schwarzenberg, vor, auf dem Fichtelberg eine läutbare Kirchenglocke aufzustellen, die als Denkmal der Einheit Deutschlands gelten soll. Ihr Geläut soll bis ins benachbarte Tschechien zu hören sein und somit auch für ein vereinigtes Europa erklingen. Viele Privatpersonen und Firmen waren an dem Projekt aktiv oder mit Spenden beteiligt, das schließlich unter die Schirmherrschaft des Annaberger Landrats Frank Vogel gestellt wurde. Die Gussstahlglocke mit einer Masse von 1600 kg und dem Schlagton d’ wurde bereits 1920 gegossen. Sie befand sich im Besitz der Eifeler Gießerei Mark aus Brockscheid, die sie dem Lions-Klub Aue-Schwarzenberg als ihren Denkmalsbeitrag günstig verkaufte. Durch Steinwürfe wurde die Glocke im Mai 2022  beschädigt, wodurch ihr Klang gelitten hat. Am Ostermontag 2024 hat sie vorerst zum letzten Mal geläutet. Das Geläut soll ausgetauscht werden.

## Sport

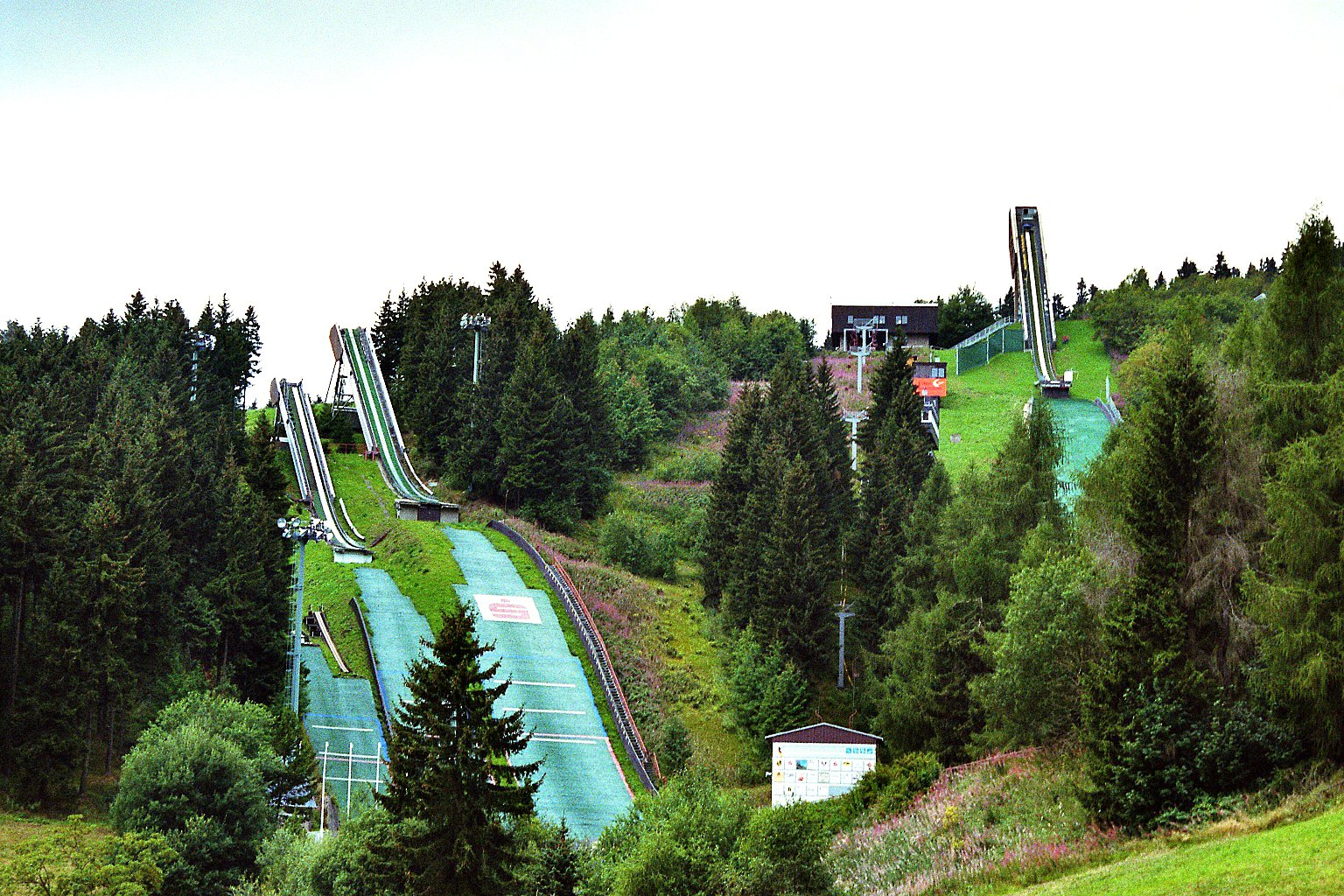
Fichtelbergschanzen

Das Wintersportgebiet am Fichtelberg ist zusammen mit dem des Klínovec (Keilberg; 1244 m) das bedeutendste Wintersportzentrum des Erzgebirges. Das Wintersportrevier gilt als schneesicher von Dezember bis März. Die Wintersaison 2006/2007, als der Fichtelberg nur an 85 Prozent aller Wintertage eine Schneedecke aufwies, gilt bislang als absolute Ausnahme. In den 2010er Jahren war der Fichtelberg jede Saison an mehr als 90 Prozent der Tage schneebedeckt, in vielen Jahren sogar an allen Wintertagen. Allerdings nehmen die maximalen Schneehöhen pro Saison tendenziell ab. In der Saison 2019/2020 setzte der Schneefall erst am 9. Dezember 2019 ein, und bis Ende Januar 2020 war die natürliche Schneedecke maximal 20 cm hoch (üblich sind auf dem Fichtelberg in Wintern durchschnittliche natürliche Schneehöhen über 50 cm). Nur dadurch, dass am Hang des Fichtelbergs ab Ende November 2019 achtzehn große Schneekanonen und 100 Schneelanzen im Einsatz waren, konnte sichergestellt werden, dass dort die Skisaison 2019/2020 am 6. Dezember 2019 offiziell eröffnet werden konnte.
Die Fichtelberg-Schwebebahn und ein Vierer-Sessellift, die nahe an den Gipfel heranführen, und unter anderem der Zweier-Schlepplift „Himmelsleiterlift“ mit mehreren Skipisten erschließen den am Fichtelberg gelegenen Teil. Dazu gehören auch eine nordnordöstlich unterhalb des Gipfels beginnende Rennrodelbahn, südöstlich am Berg die Fichtelbergschanzen und die auf dem unteren Teil vom Südwesthang des Kleinen Fichtelbergs gelegene Sparkassen-Skiarena für Langläufer und Biathleten. Laut Planungen einer Projektgruppe soll nach 2015 eine als „Länderschaukel“ bezeichnete Seilbahn errichtet werden, die die Gipfel und Skigebiete von Fichtelberg und Klínovec verbindet. Neben der Talstation des Sessellifts befindet sich eine Sommerrodelbahn.
Am jeweils ersten Samstag im Oktober findet jährlich der Fichtelberglauf mit Start in Neudorf und Ziel auf dem Gipfelplateau statt. Außerdem wird seit 2008 alljährlich im Mai der Fichtelbergmarsch veranstaltet. Diese Sportwanderung mit Start in Chemnitz führt durch Burkhardtsdorf, Geyer und Scheibenberg sowie vorbei am Unterbecken des Pumpspeicherwerks Markersbach bis auf den Berggipfel. Dabei sind 64 km Wegstrecke zurückzulegen und 1700 Höhenmeter zu überwinden.

## Aussicht
Die Aussicht umfasst weite Teile des mittleren Erzgebirges. Auch bei Sichtweiten unter 20 km sind eindrucksvolle Ausblicke zum unmittelbar jenseits der deutsch-tschechischen Grenze gelegenen Klinovec (Keilberg) sowie entlang dem Hauptkamm des Erzgebirges und in die tiefer gelegenen Gebiete auf der deutschen Seite des Erzgebirges möglich. Jenseits des Erzgebirgskamms reicht der Blick südostwärts bis in die Berge des Böhmischen Mittelgebirges. Während herbstlicher und winterlicher Inversionswetterlagen schweift der Blick zuweilen unter klarem Himmel über eine geschlossene Wolkendecke, aus der nur die höchsten Erhebungen herausschauen. Bemerkenswert ist während solcher Wetterlagen der Blick zum 836 m hohen Milešovka (Milleschauer) im Böhmischen Mittelgebirge. An wenigen Tagen im Jahr ist auch eine Fernsicht zum Fichtelgebirge, zum Riesengebirge, zum Böhmerwald, zum Bayerischen Wald mit dem Großen Arber, zum Ettersberg und in seltenen Fällen und oft nur mit dem Fernglas möglich auch über das Josephskreuz hinweg bis zum 220 km entfernten Brocken im Harz.
Landmarken, an denen sich der Blick des Betrachters bei klarer Sicht orientieren kann, sind neben den genannten Gebirgen und einzelnen Bergen Bauwerke, vor allem einige der Braunkohlekraftwerke und ihre langen Rauchfahnen im nordböhmischen Egertal. Auch markante Leipziger Bauten, z. B. der Uniriese (110 km), das Völkerschlachtdenkmal und einige Kraftwerke im Großraum Leipzig sind dann klar zu erkennen, ebenso der Petersberg (150 km) und einige Abraumhalden (ca. 160 km) im Mansfelder Raum.

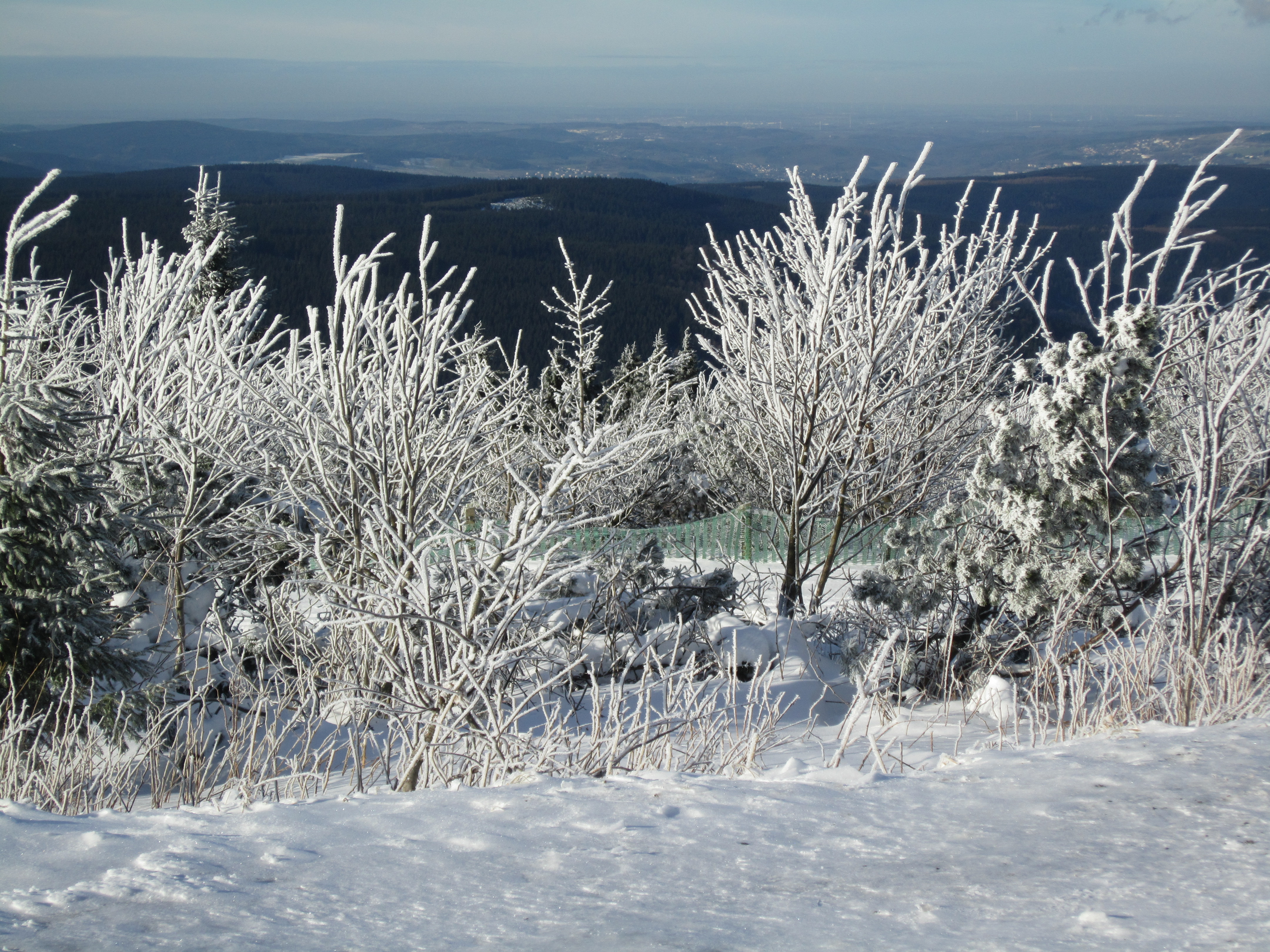
Blick vom Gipfel in Richtung Nordwesten. Schneefallgrenze bei ca. 600 m
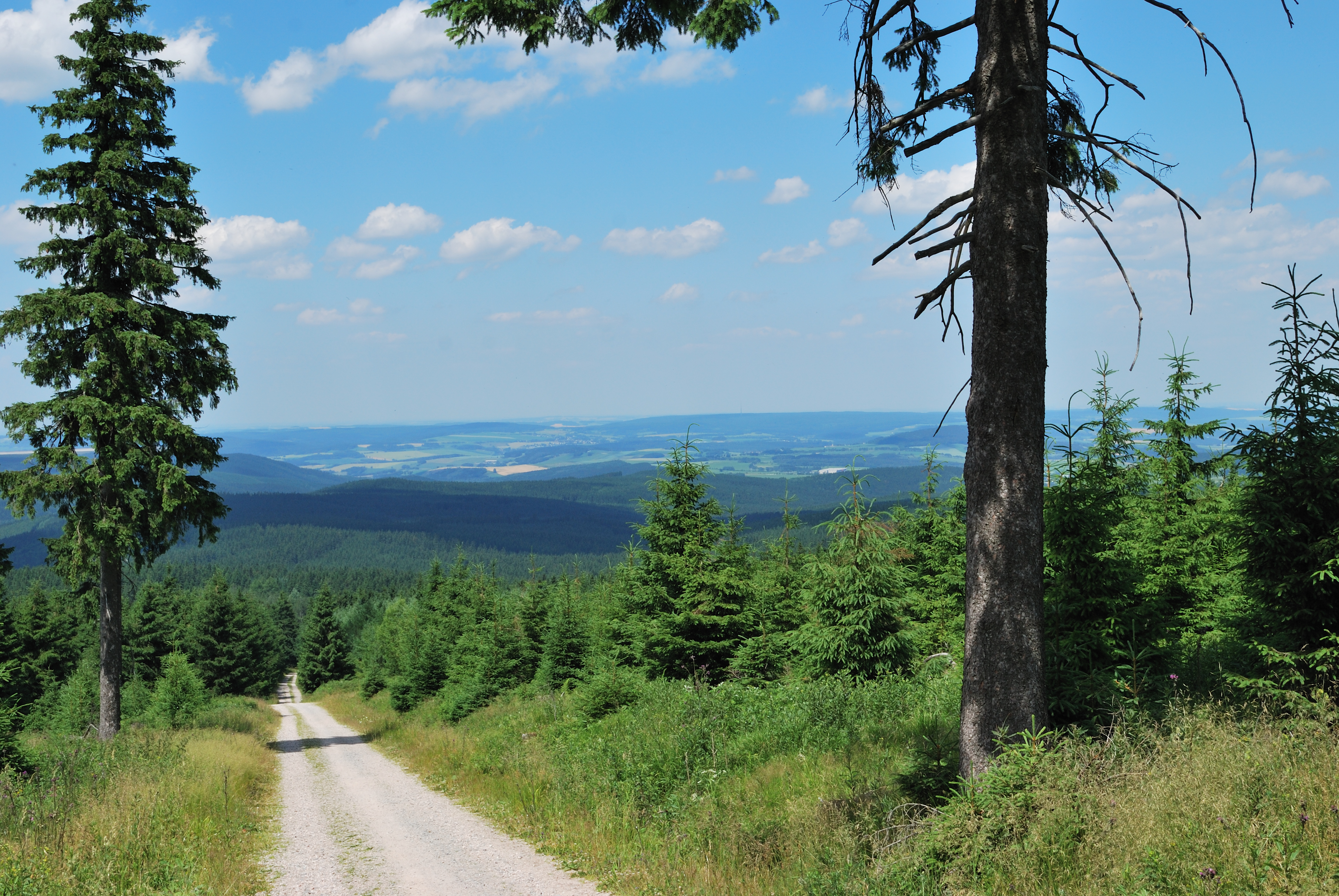
Blick in nördliche Richtung nach Crottendorf im oberen Zschopautal
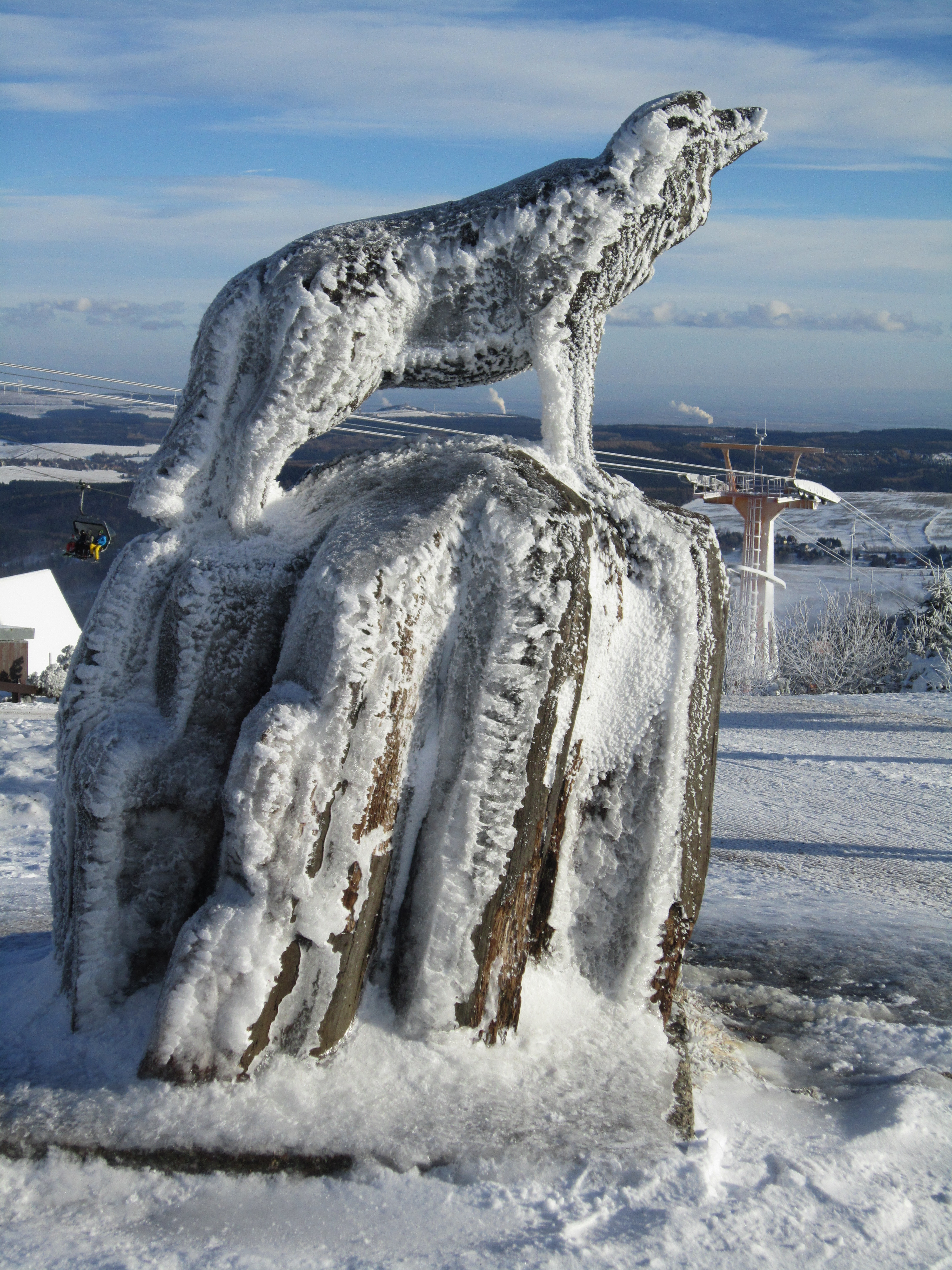
Fernsicht vom Gipfel in Richtung Osten bis ins Tal der Eger im nordböhmischen Braunkohlegebiet

## Verkehr und Wandern
Südöstlich bis südwestlich vorbei am Fichtelberg führt die deutsche Bundesstraße 95, die an der Staatsgrenze in die tschechische Fernverkehrsstraße I/25 übergeht. Von dieser Straßenachse zweigt nahe der Grenze, noch auf deutschem Gebiet, die Staatsstraße 271 und kurz darauf von dieser die Fichtelbergstraße ab, die vorbei am Kleinen Fichtelberg zum Fichtelberggipfel führt. Auf dem Gipfel und unterhalb davon befinden sich mehrere Parkplätze für PKW und Busse. Dorthin besteht von Oberwiesenthal eine Busverbindung.
Der Berg ist außerdem über Fernwanderwege erreichbar, wie den 526 km langen Nationalen Fernwanderweg Zittau–Wernigerode oder den 285 km langen Qualitätswanderweg Kammweg Erzgebirge – Vogtland. Auf dem 122 km langen Gebietswanderweg Zschopautal wählen die meisten Wanderer die süd-nördliche Richtung vom Fichtelberg bis zur Zschopaumündung bei Technitz. Zusätzlich gibt es ein dichtes örtliches Wegenetz.
Der Fichtelberg ist auch Anziehungspunkt für Radsportler und Motorradfahrer. Vom Pöhlbachtal verläuft die B 95 mit zwei langen Serpentinen – ausgehend von 830 m – und einem kurzen Flachstück zur tschechischen Grenze. Der Straßenabschnitt in der Gegend des Grenzübergangs nahe dem Berggasthof Neues Haus (1083,2 m) und die etwa 1,7 km lange Fichtelbergstraße führen durch eine von kleinen Bäumen bestandene Landschaft, die einen deutlichen Eindruck vermittelt, dass man sich auf über 1000 m Höhe befindet. Die Gesamtlänge des Anstiegs bis zum Gipfel beträgt 6600 m und überwindet einen Höhenunterschied von rund 380 m.
Die etwas unbekanntere, aber schwierigere Auffahrt beginnt in Rittersgrün und legt dabei einen Höhenunterschied von 556 m auf 13,64 km Strecke zurück. Sie führt auf der S 271 durch die Häusergruppen Ehrenzipfel und Zweibach sowie durch die Ortschaft Tellerhäuser. Nach deren Durchquerung und nach einigen kleineren Abfahrtspassagen erstreckt sich eine lange, steile Gerade, die bis zum Abzweig Fichtelberg flacher wird. Danach fährt man auf der Fichtelbergstraße hinauf zum Gipfel.

## Trivia
Fichtelberg heißt seit dem Jahr 2002 ein Planetoid des Sonnensystems, der am 21. Januar 1999 durch Astronomen der im Erzgebirge stehenden Volkssternwarte Drebach entdeckt wurde. Er trägt jetzt die offizielle Bezeichnung (29736) Fichtelberg und bewegt sich zwischen den Planeten Mars und Jupiter um die Sonne.
Auch das Städteexpress-Zugpaar 172/175 Karl-Marx-Stadt Hbf – Berlin-Lichtenberg trug den Namen des höchsten Berges der DDR.